# Geißklee
Der Geißklee (Cytisus) ist eine Pflanzengattung innerhalb der Familie der Hülsenfrüchtler (Fabaceae).

## Beschreibung

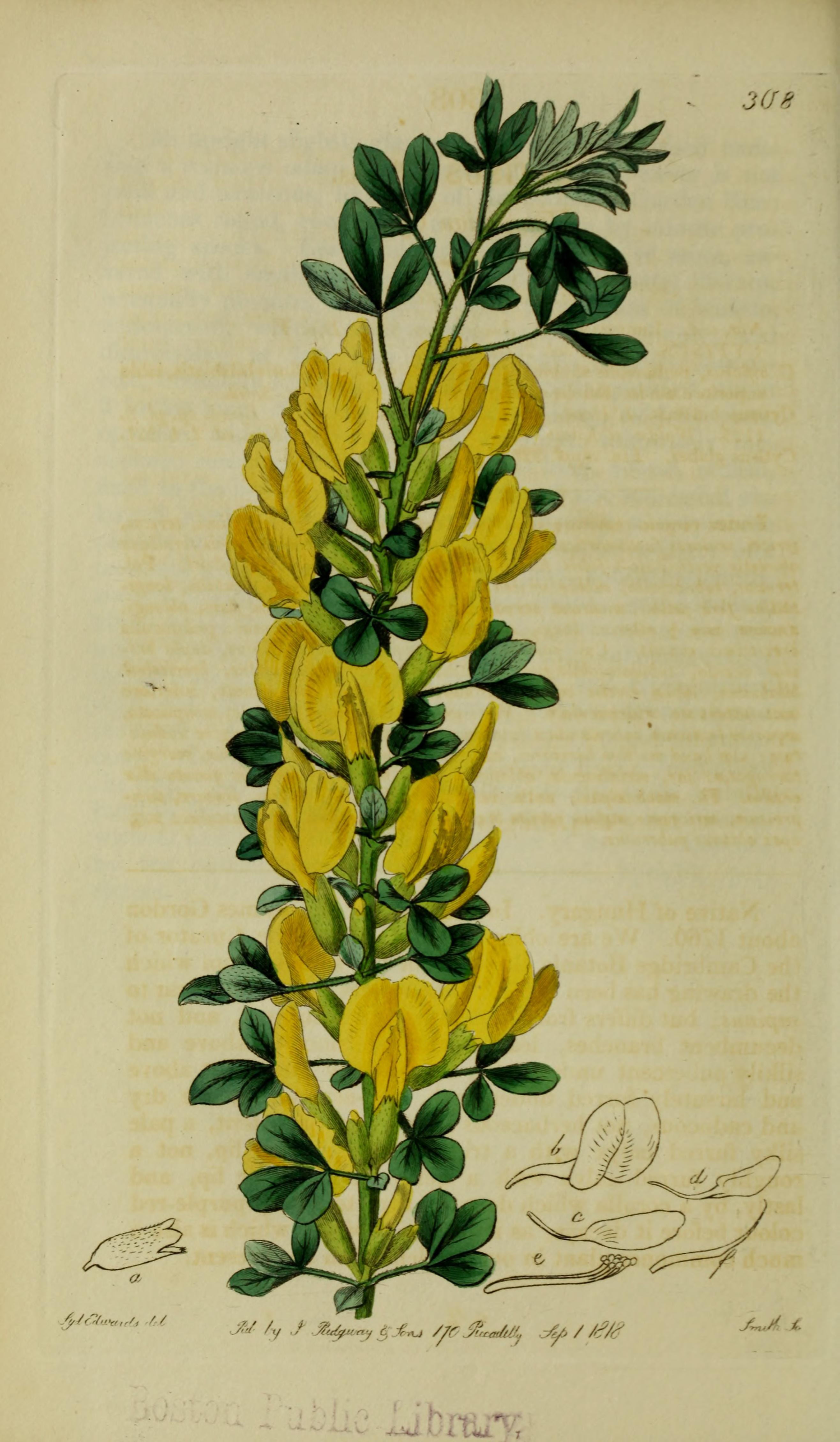
Illustration aus The Botanical register, 1815 von Cytisus ratisbonensis

Die Beschreibung in diesem Artikel bezieht sich auf dem Umfang von Cytisus inklusive Sarothamnus, Corothamnus und Lembotropis, aber exklusive Chamaecytisus. Bei Cardoso et al. 2025 ist aber Chamaecytisus in Cytisus enthalten.
Der Umfang der Gattung Cytisus wird kontrovers diskutiert. Hier wird die Beschreibung des letzten Jahrhunderts entsprechend Gams 1964 dargestellt und auch weitere Gattungen mitbeschrieben.

### Vegetative Merkmale
Cytisus-Arten handelt es sich um ginsterähnliche Sträucher, die überall, mindestens jedoch am Grunde, stark verzweigt sind. Je nach Art können sie Wuchshöhen von 30 bis etwa 300 Zentimetern erreichen. Einige Arten bilden lange unterirdische Ausläufer.
Die Laubblätter sind dreiteilig gefiedert oder gefingert bis einfach und schmal. Es gibt auch Arten, die beide Blattformen zeigen, oder die nahezu blattlos sind. Die Blätter sind meist sommergrün, seltener immergrün. Die Nebenblätter sind meist ganz verkümmert.

### Generative Merkmale
Die Blüten können in endständigen, aufrechten, langen (beispielsweise bei Lembotropis) oder kurzen traubigen Blütenständen, oder zu wenigen in den Blattachseln (beispielsweise bei Sarothamnus) stehen. Der Blütenstiel ist ungefähr so lang oder länger als der Kelch.
Die zwittrigen Blüten sind zygomorph und fünfzählig mit doppelter Blütenhülle. Der Kelch ist meist zweilippig mit zweizähniger oder abgestutzter Oberlippe. Im Unterschied zu ähnlichen Gattungen ist der Kelch kaum länger als breit. Die zwei oberen Zähne des Kelches sind ungefähr gleich groß wie die drei unteren Zähne. Die meist gelben, bei manchen Arten auch weißen Blütenkronen besitzen die Form von Schmetterlingsblüten. Die Fahne ist rundlich, die Flügel sind länglich, das Schiffchen ist meist stumpf und mehr oder weniger stark gekrümmt. Die Staubfäden sind alle miteinander verwachsen. Der Griffel ist leicht gekrümmt, mit kopfiger oder schief nach außen abschüssiger Narbe.
Die Hülsenfrüchte sind flach und ohne Randwulst.

## Vorkommen
Im Gegensatz zu den meisten ähnlichen Gattungen, die vor allem im ozeanisch geprägten westlichen Europa zu finden sind, kommen einige Geißklee-Arten auch in kontinentaler geprägten Klimaten bis Westasien vor. Besonders artenreich ist aber auch hier der Mittelmeerraum.
Die meisten Arten wachsen hauptsächlich an trockenen, steinigen Orten wie in Trockenwiesen, in lichten Wäldern oder an Felshängen.

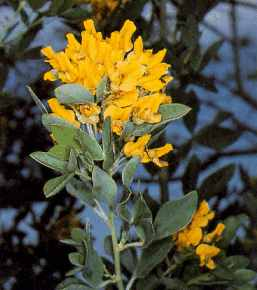
Cytisus aeolicus

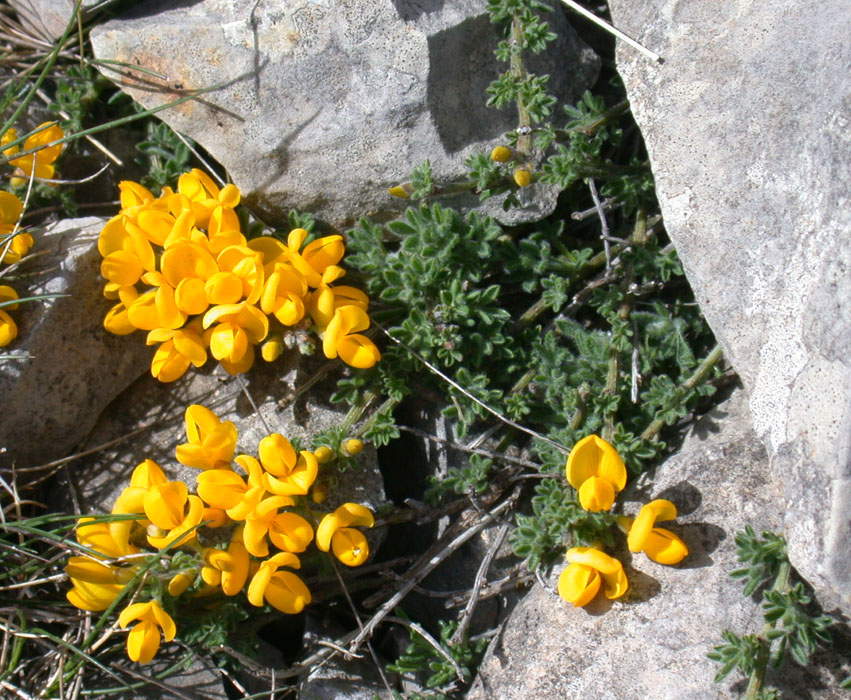
Cytisus ardoinoi

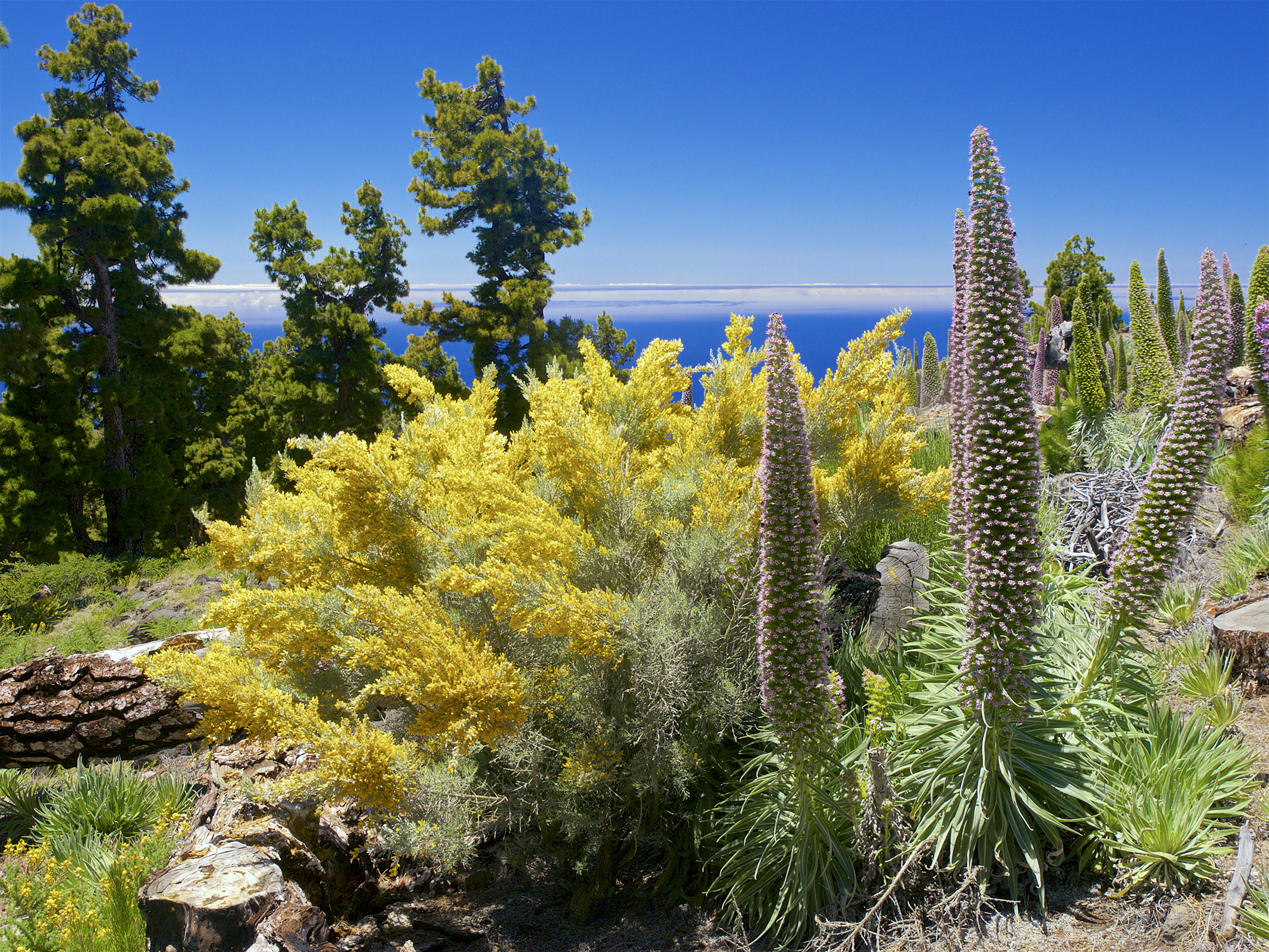
Cytisus benehoavensis

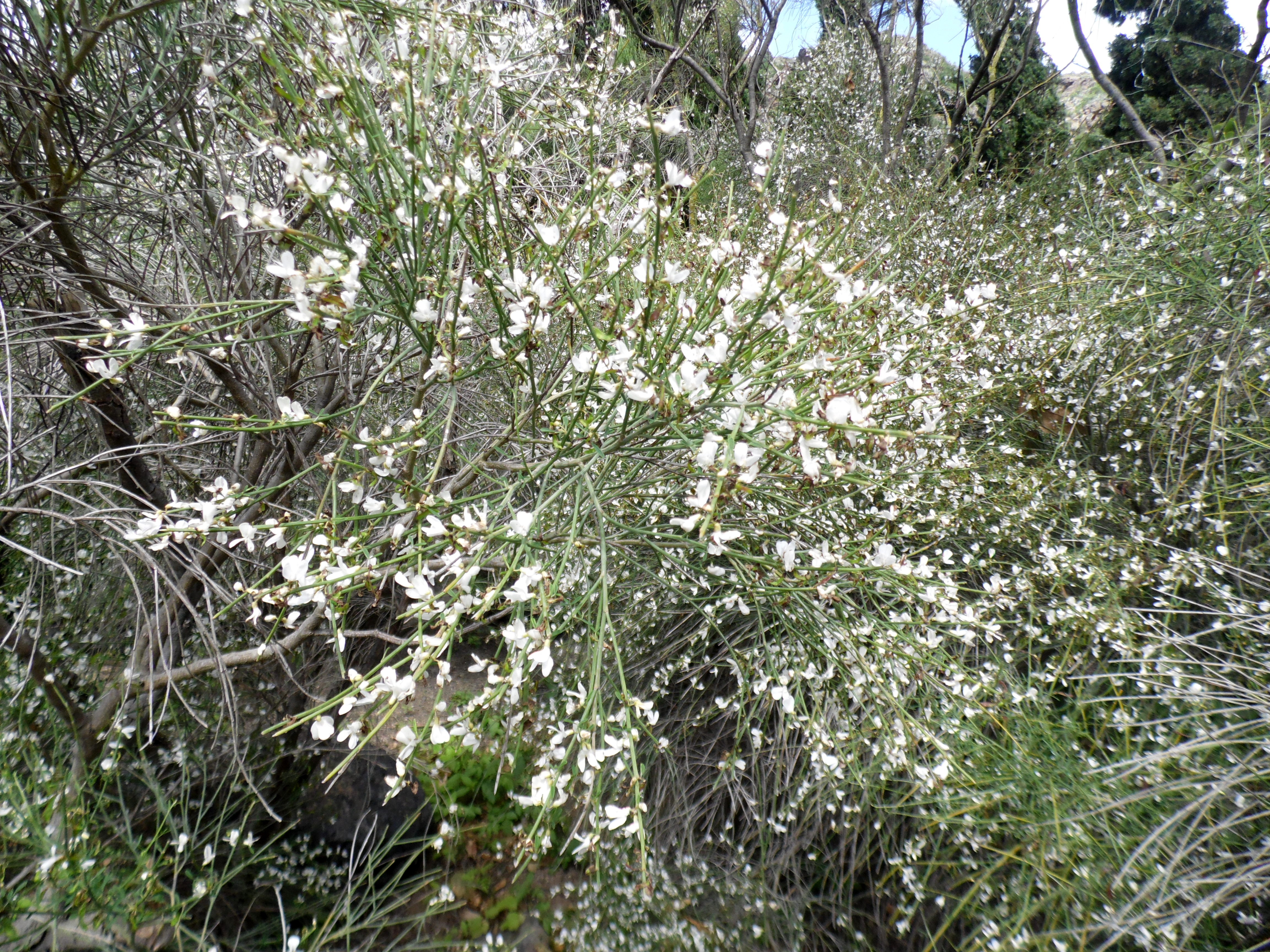
Cytisus filipes

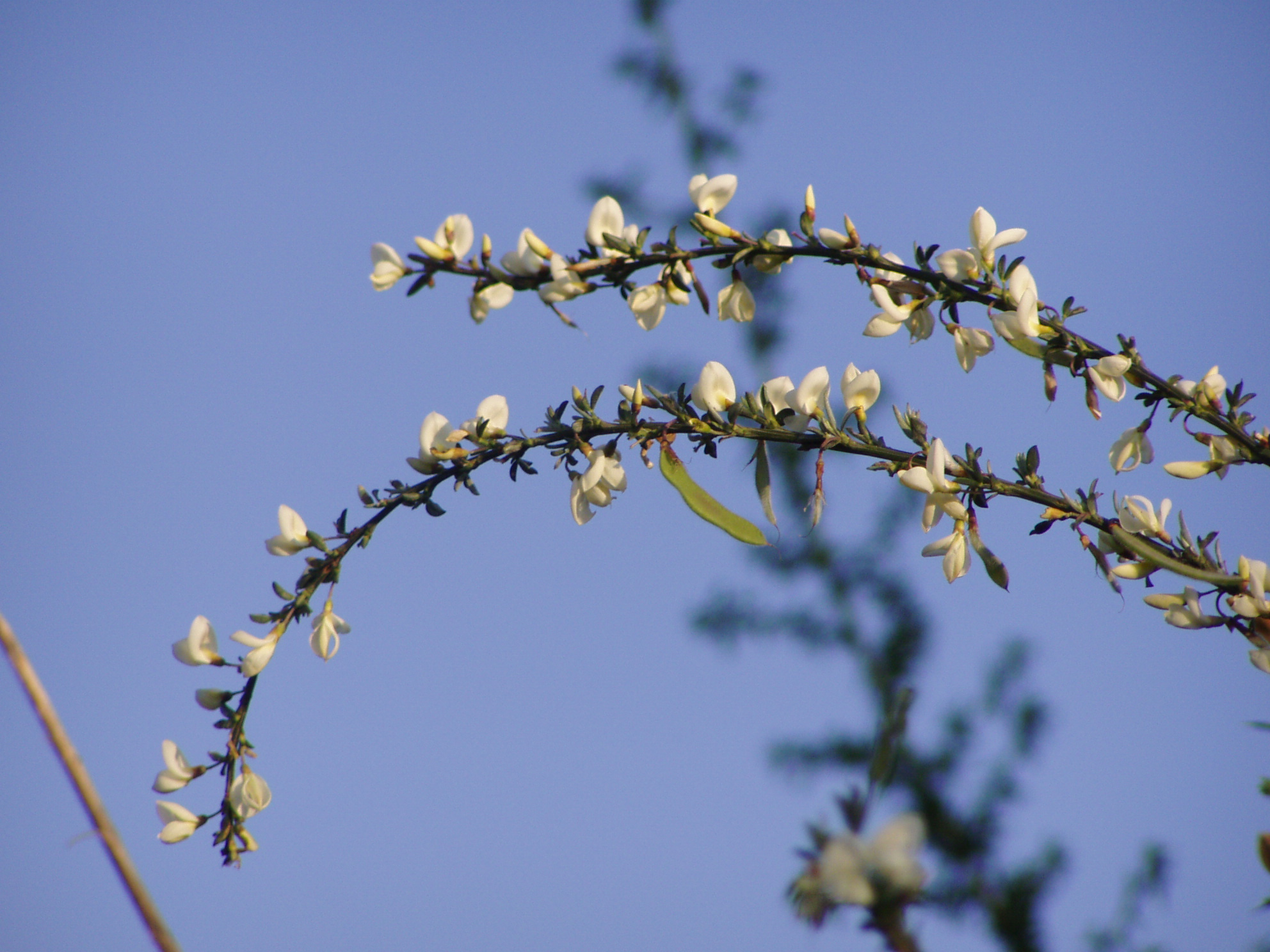
Spanischer Geißklee (Cytisus multiflorus)

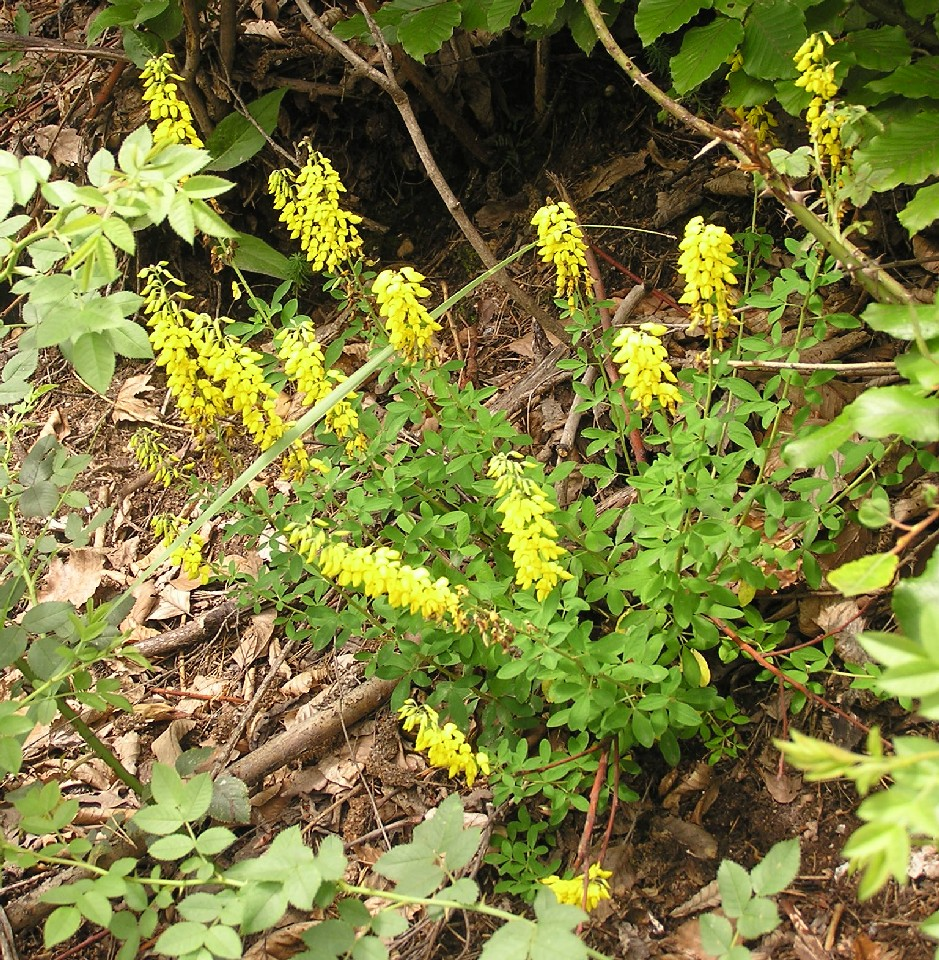
Schwarzwerdender Geißklee (Cytisus nigricans)

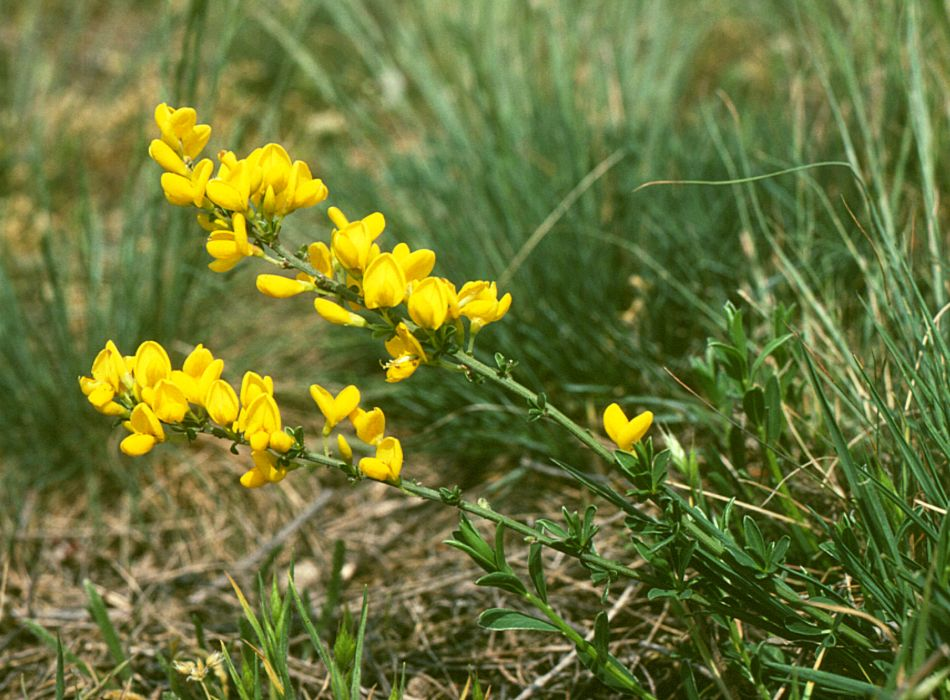
Cytisus procumbens

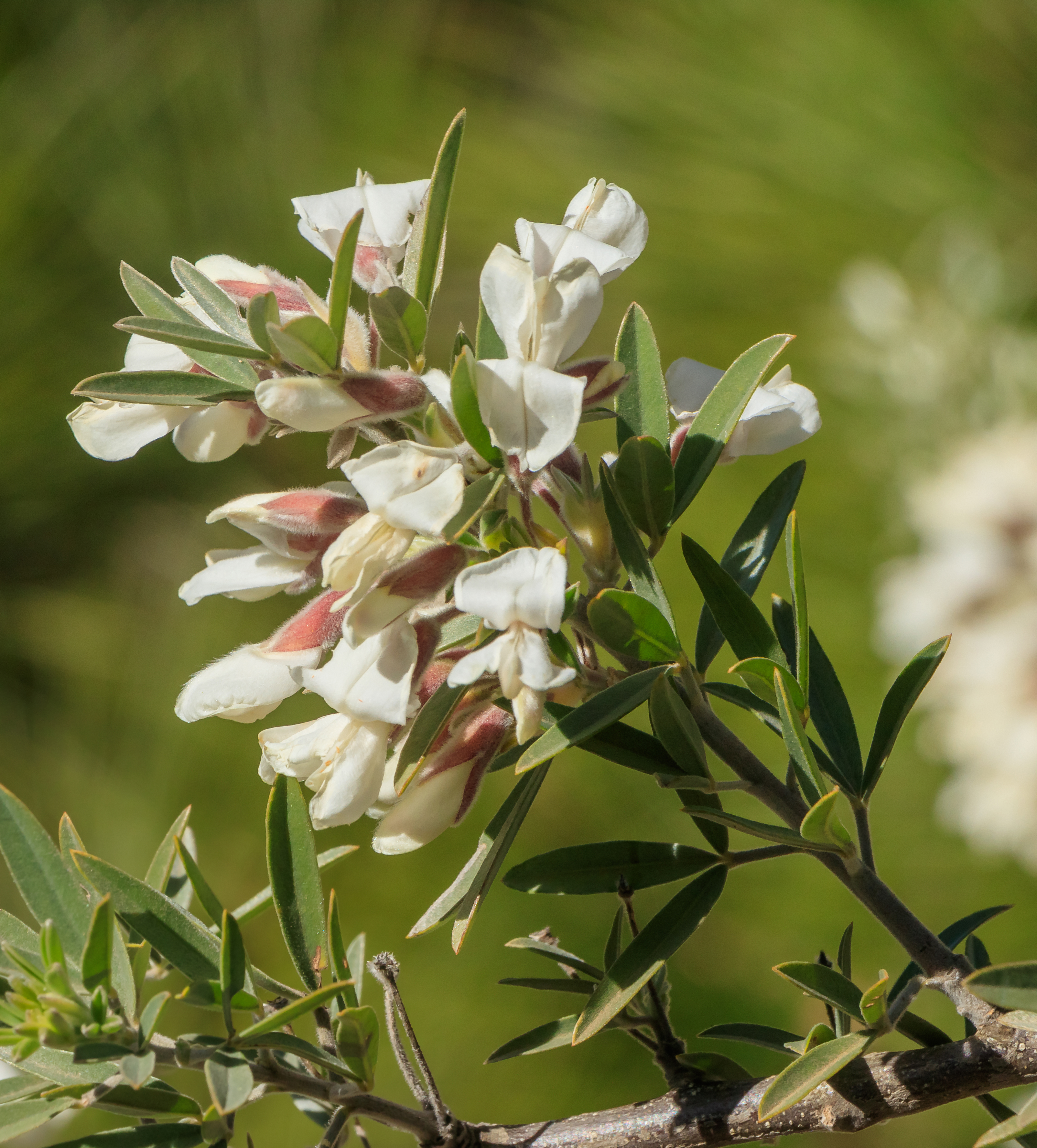
Cytisus proliferus

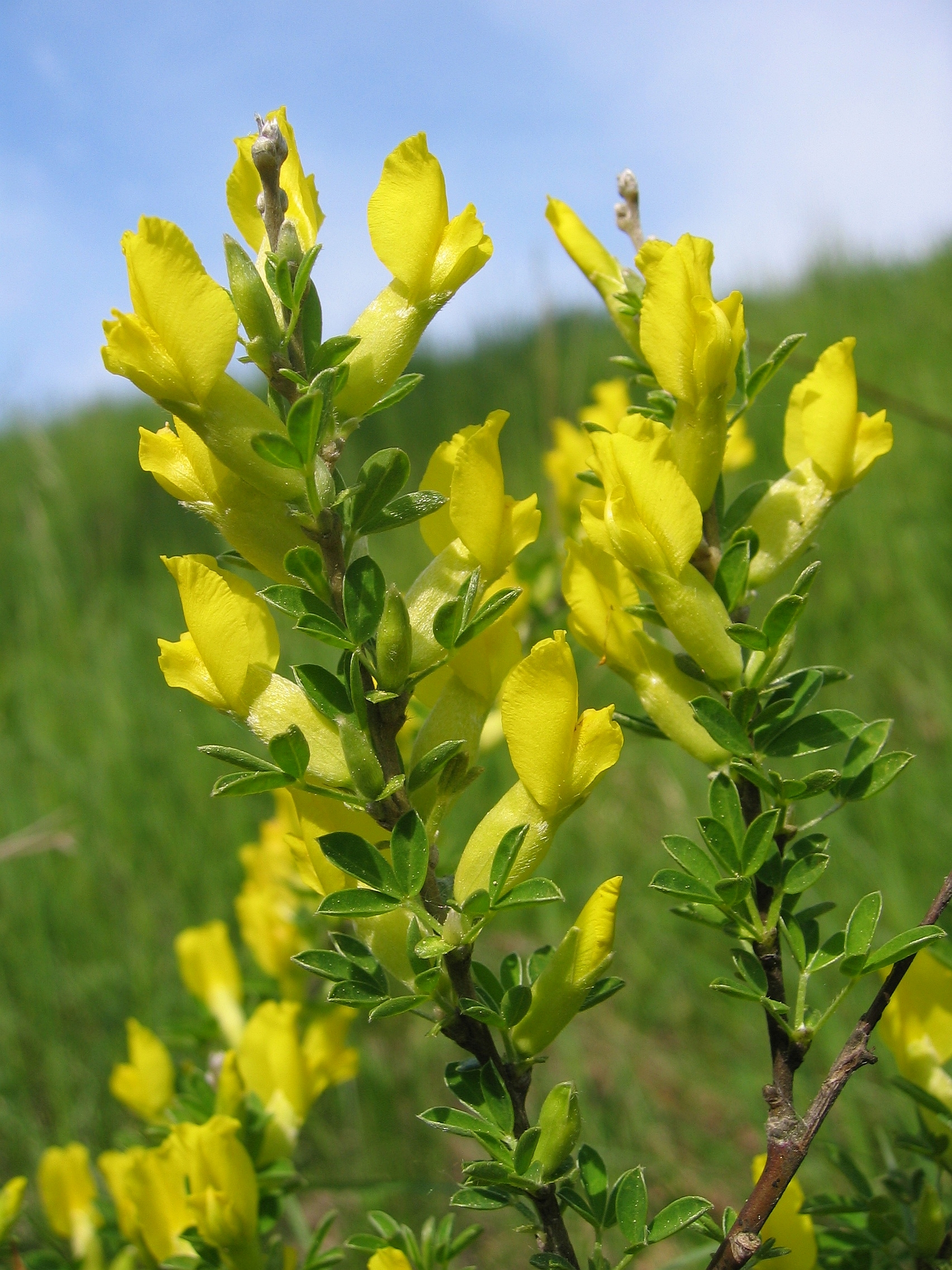
Regensburger Zwergginster (Chamaecytisus ratisbonensis (Schaeff.) Rothm., Syn.: Cytisus ratisbonensis Schaeff.)

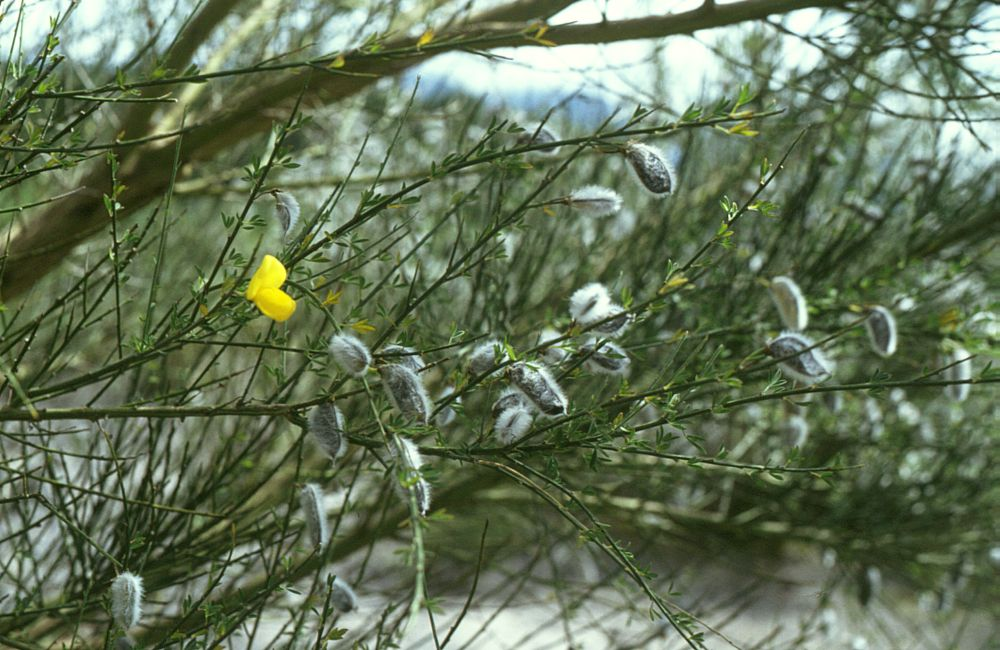
Cytisus striatus

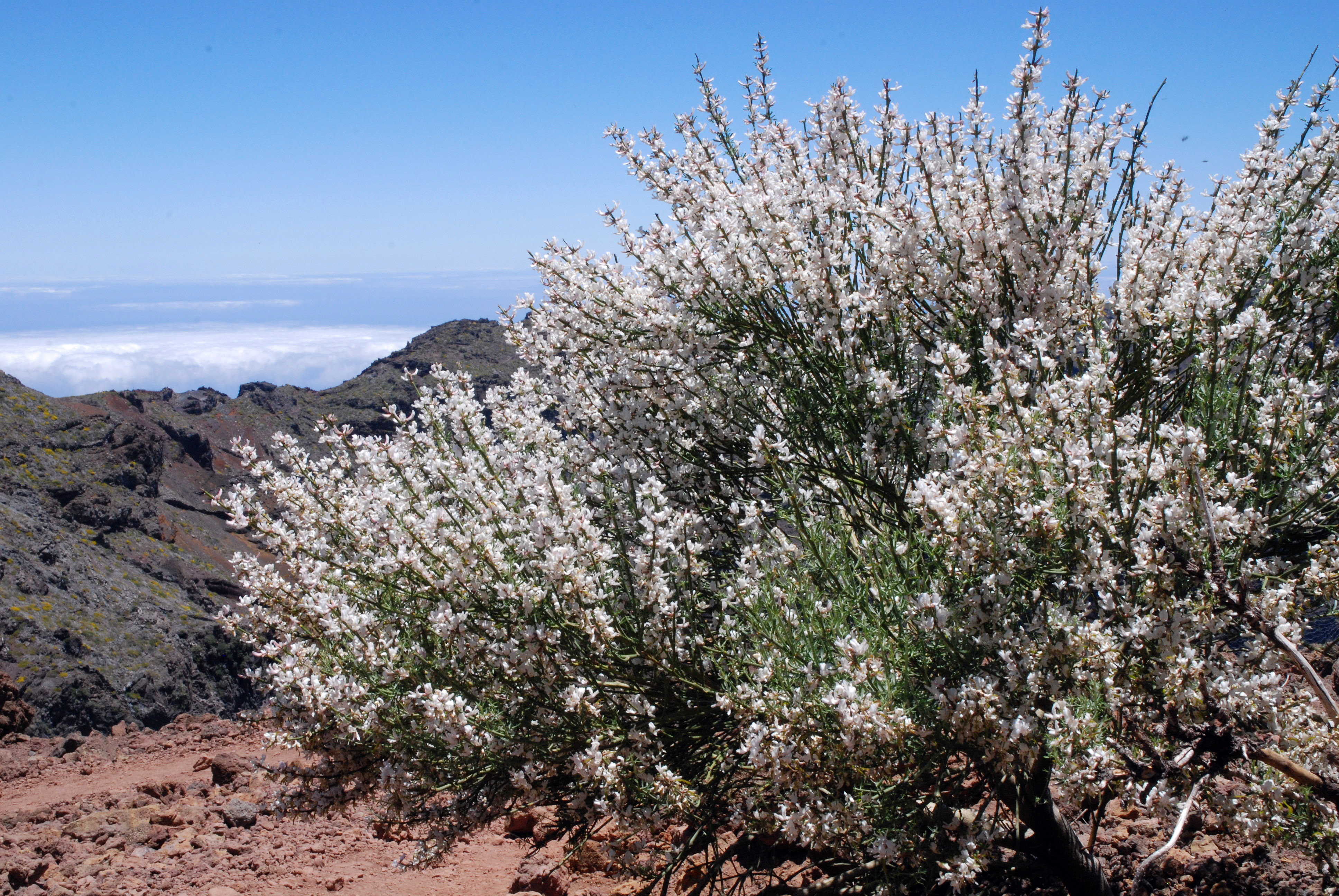
Teideginster (Cytisus supranubius)

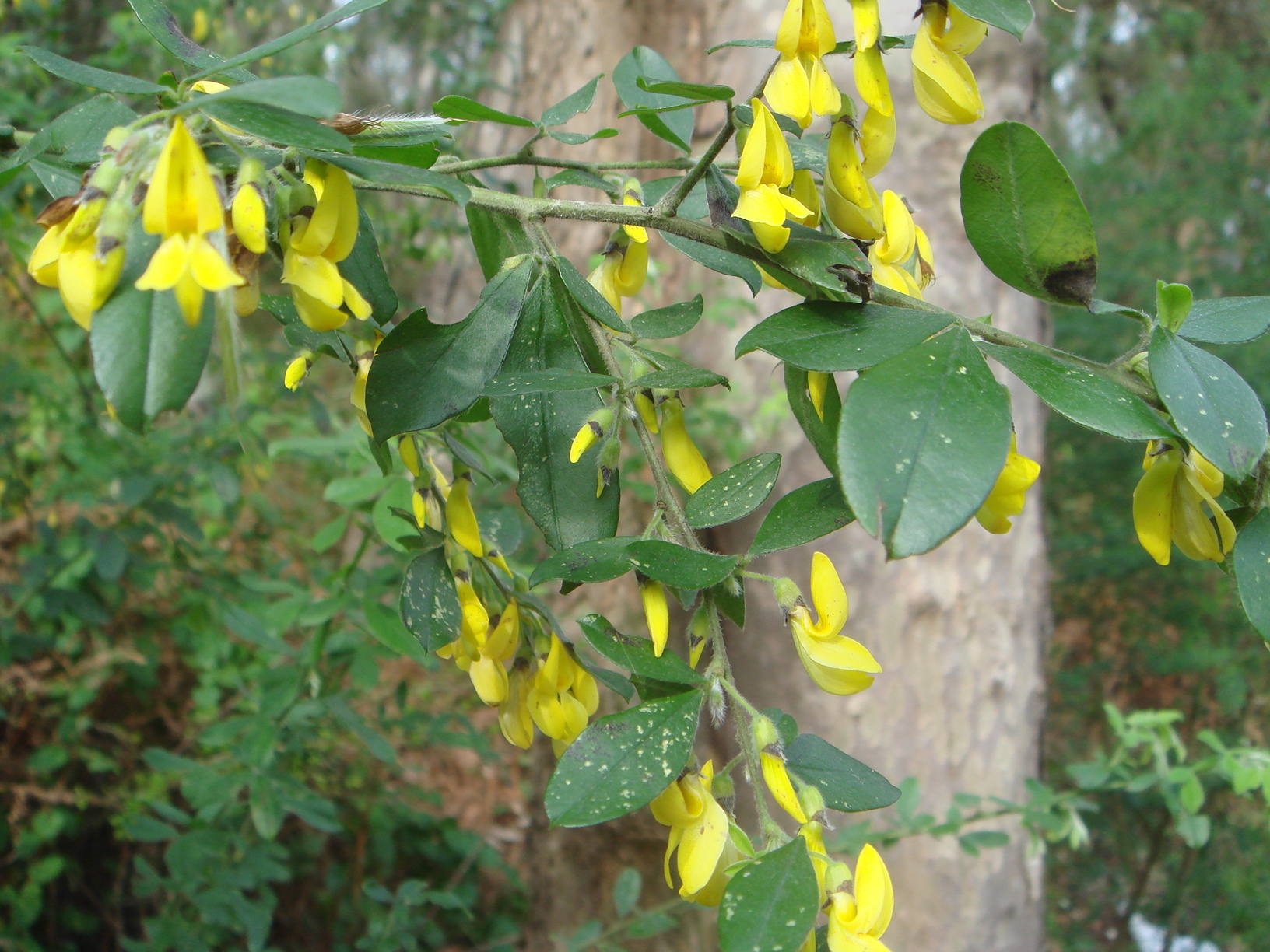
Dreiblütiger Geißklee (Cytisus villosus)

## Systematik
Die Gattung Cytisus wurde 1798–1799 durch René Louiche Desfontaines in seiner Flora Atlantica: sive historia plantarum quae in Atlante, agro tunetano et algeriensi crescunt. Tomus secundus, Paris, Panckoucke, S. 139 aufgestellt.
Die Abgrenzung der Gattung Cytisus zu ähnlichen Gattungen wie Goldregen (Laburnum), Zwergginstern (Chamaecytisus) und Ginstern (Genista) ist unklar und je nach Gewichtung der Merkmale von verschiedenen Autoren sehr unterschiedlich gehandhabt wird. Weiterhin werden oft Gattungen Sarothamnus, Corothamnus und Lembotropis von Cytisus abgetrennt. Die Einteilung erfolgte bislang aufgrund rein morphologischer Merkmale.
Die Gattung Cytisus enthält je nach Autor 30 bis 70 Arten:
- Cytisus acutangulus Jaub. & Spach: Sie kommt in der Türkei vor.[4][5]
- Cytisus aeolicus Guss.:[4] Dieser Endemit kommt auf den Äolischen Inseln bei Sizilien vor.[5]
- Cytisus agnipilus Velen.: Sie kommt auf der Balkanhalbinsel vor.[5][4]
- Cytisus albidus DC.: Sie kommt in Marokko und auf den Kanarischen Inseln vor.[3][4]
- Cytisus albus Hacq.: Sie kommt in Mittel-, Südost- und Osteuropa vor bis in die nordwestliche Türkei.[3][4]
- Cytisus arboreus (Desf.) DC. (Syn.: Cytisus arboreus (Desf.) DC. subsp. arboreus, Cytisus arboreus subsp. baeticus (Webb) Maire, Cytisus baeticus (Webb) Steud.): Sie kommt in Marokko, im nördlichen Algerien, in Portugal, Spanien und Südfrankreich vor.[3][4]
- Cytisus ardoinoi E.Fourn.: Sie kommt in Frankreich vor.[3][4]
- Österreich-Zwerggeißklee (Cytisus austriacus L., Syn.: Cytisus austriacus var. virescens Kováts ex Neilr., Cytisus danubialis Velen., Cytisus virescens (Kováts ex Neilr.) A.Kern.):[3] Es gibt etwa vier Unterarten:[4]
  - Cytisus austriacus L. subsp. austriacus[4]
  - Cytisus austriacus subsp. heuffelii (Wierzb.) Asch. & Graebn.: Sie kommt in Österreich, in Ungarn, in der früheren Tschechoslowakei und im früheren Jugoslawien, in Rumänien, Bulgarien und Griechenland vor.[4]
  - Cytisus austriacus subsp. microphyllus (Boiss.) Boiss.: Sie kommt in Bulgarien und Griechenland vor.[4]
  - Cytisus austriacus subsp. pygmaeus (Willd.) Briq. (Syn.: Cytisus pygmaeus Willd.): Sie kommt in Bulgarien, im früheren Jugoslawien und in der Türkei vor.[4]
- Cytisus baeticus (Webb) Steud.: Sie kommt in Marokko, Algerien, Portugal und Spanien vor.[4]
- Cytisus balansae (Boiss.) Ball (Syn.: Cytisus balansae (Boiss.) Ball subsp. balansae, Cytisus balansae (Boiss.) Ball var. balansae, Cytisus galianoi Talavera & P.E.Gibbs, Cytisus valdesii Talavera & P.E.Gibbs):[3] Es gibt etwa zwei Unterarten:
  - Cytisus balansae (Boiss.) Ball subsp. balansae[4]
  - Cytisus balansae subsp. europaeus (G.Lopez & C.E.Jarvis) Munoz Garm. (Syn.: Cytisus oromediterraneus Rivas Mart., T.E.Díaz, Fern.Prieto, Loidi & Penas)[4]
- Cytisus ×beanii G.Nicholson: Hybride aus Cytisus ardoini × Cytisus purgans[3]
- Cytisus benehoavensis (Bolle) Svent.: Sie kommt auf den Kanaren vor.[4]
- Cytisus blockianus Pawl.: Sie kommt in Polen, Russland, Moldawien und in der Ukraine vor.[4]
- Cytisus borysthenicus Gruner: Sie kommt in Russland, in der Ukraine und in Litauen vor.[3][4]
- Cytisus cantabricus (Willk.) Rchb. f.: Sie kommt in Spanien und Frankreich vor.[3][4]
- Cytisus cassius Boiss.: Sie kommt in der Türkei und in Syrien vor.[4]
- Cytisus caucasicus Grossh.[3]
- Cytisus commutatus (Willk.) Briq.: Sie kommt in Spanien vor.[3][4]
- Cytisus creticus Boiss. & Heldr.: Dieser Endemit kommt nur auf Kreta vor.[4]
- Cytisus ×dallimorei Rolfe: Hybride Cytisus multiflorus × Cytisus scoparius[3] ‘Andreanus’
- Niederliegender Geißklee (Cytisus decumbens (Durande) Spach)[3][4]
- Cytisus drepanolobus Boiss.: Sie kommt in der Türkei und in Syrien vor.[3][4]
- Cytisus elongatus Waldst. & Kit.[3][4]
- Strauchwicken-Geißklee (Cytisus emeriflorus Rchb.)[3][4]
- Cytisus eriocarpus Boiss.: Sie kommt im früheren Jugoslawien, in Griechenland, Bulgarien, in der Türkei und auf Inseln in der Ägäis vor.[4]
- Cytisus filipes Webb & Berthel.: Sie kommt auf den Kanaren vor.[3][4]
- Cytisus fontanesii Ball: Sie kommt in Marokko, Algerien, in Spanien und auf den Balearen vor. Es gibt etwa zwei Unterarten:[4]
  - Cytisus fontanesii Ball subsp. fontanesii[4]
  - Cytisus fontanesii subsp. plumosus (Boiss.) Fern.Casas: Sie kommt in Marokko und in Spanien vor.[4]
- Cytisus grandiflorus (Brot.) DC.[3] Es gibt etwa drei Unterarten:[4]
  - Cytisus grandiflorus subsp. barbarus (Jahand. & Maire) Maire: Sie kommt in Marokko vor.[4]
  - Cytisus grandiflorus (Brot.) DC. subsp. grandiflorus: Sie kommt in Marokko, Portugal und Spanien vor.
  - Cytisus grandiflorus subsp. haplophyllus (Maire & Sennen) Maire: Sie kommt in Marokko vor.[4]
- Cytisus graniticus Rehmann: Sie kommt in der Ukraine vor.[4]
- Cytisus heterochrous Colmeiro: Sie kommt in Spanien vor.[4]
- Behaarter Geißklee (Cytisus hirsutus L., Syn.: Cytisus supinus L., Chamaecytisus hirsutus (L.) Link, Chamaecytisus supinus (L.) Link, Cytisus capitatus Scop., Cytisus leucotrichus Schur, Cytisus ciliatus Wahlenb., Cytisus ciliatus var. grisebachii (Briq.) C.K.Schneid., Cytisus falcatus Waldst. & Kit.):[3] Er kommt in Spanien, Frankreich, Deutschland, Österreich, in der Schweiz, in Österreich, im früheren Jugoslawien, in Italien, Ungarn, Polen, in der früheren Tschechoslowakei, in Polen, Albanien, Bulgarien, in Griechenland, Rumänien, in der Ukraine und in der Türkei vor. Es gibt etwa drei Unterarten:[4]
  - Cytisus hirsutus L. subsp. hirsutus[4]
  - Cytisus hirsutus subsp. polytrichus (M.Bieb.) Hayek: Sie kommt in Frankreich, Italien, im früheren Jugoslawien, in Bulgarien, Griechenland und in der Ukraine vor.[4]
  - Cytisus hirsutus subsp. pumilus (De Not.) Briq.: Sie kommt in Frankreich und in Italien vor.[4]
- Cytisus ingramii Blakelock: Sie kommt in Spanien vor.[4]
- Cytisus jankae Velen.: Sie kommt in Bulgarien vor.[4]
- Cytisus ×kewensis Bean: Hybride aus Cytisus ardoinii × Cytisus multiflorus[3]
- Cytisus kovacevii Velen.: Sie kommt in Bulgarien vor.[4]
- Cytisus kreczetoviczii Wissjul.: Sie kommt in der Ukraine und in Russland vor.[4]
- Cytisus lasiosemius Boiss.: Sie kommt in Bulgarien, Griechenland und in der Türkei vor.[4]
- Cytisus leiocarpus A.Kern.: Sie kommt im früheren Jugoslawien, in Albanien, Griechenland, Bulgarien, Rumänien und in der Ukraine vor.[4]
- Cytisus malacitanus Boiss.: Es gibt etwa zwei Unterarten:[4]
  - Cytisus malacitanus subsp. catalaunicus (Webb) Heywood: Sie kommt in Marokko, Spanien und Frankreich vor.[4]
  - Cytisus malacitanus Boiss. subsp. malacitanus: Sie kommt in Marokko, Portugal, Spanien und Frankreich vor.[4]
- Cytisus maurus Humbert & Maire: Sie kommt in Marokko vor.[4]
- Cytisus megalanthus (Pau & Font Quer) Font Quer: Sie kommt in Marokko vor.[4]
- Cytisus moleroi Fern.Casas: Sie kommt in Spanien vor.[4]
- Spanischer Geißklee (Cytisus multiflorus (L'Hér.) Sweet): Er kommt ursprünglich in Portugal und in Spanien vor.[3][4]
- Cytisus nejceffii (Urum.) Rothm.: Sie kommt in Bulgarien vor.[4]
- Cytisus orientalis Loisel.: Sie kommt in der Türkei vor.[4]
- Cytisus paczoskii V.I.Krecz.: Sie kommt in der Ukraine und in Moldawien vor.[4]
- Cytisus podolicus Blocki: Sie kommt in Polen, Russland, in der Ukraine und in Moldawien vor.[3][4]
- Elfenbeinginster (Cytisus ×praecox Bean): Hybride Cytisus multiflorus × Cytisus purgans[3]
- Cytisus procumbens (Waldst. & Kit. ex Willd.) Spreng.: Sie kommt in Tschechien, Österreich, Ungarn, im früheren Jugoslawien, in Bulgarien, in der Ukraine, in Griechenland und in der Türkei vor.[4]
- Sprossender Zwergginster (Cytisus proliferus L. f.): Er kommt ursprünglich auf den Kanarischen Inseln vor.[4]
- Cytisus pseudoprocumbens Markgr.: Sie kommt in Italien, im früheren Jugoslawien und in Albanien vor.[4]
- Cytisus pulvinatus Quezel: Sie kommt in Marokko vor.[4]
- Purpur-Zwergginster (Cytisus purpureus Scop., Syn.: Chamaecytisus purpureus (Scop.) Link)[4]
- Regensburger Zwergginster, Zwillings-Zwergginster (Chamaecytisus ratisbonensis (Schaeff.) Rothm., Syn.: Cytisus ratisbonensis Schaeff.): Er kommt in Mitteleuropa, in Ost- und in Südosteuropa vor.[4]
- Cytisus reverchonii (Degen & Hervier) Bean: Sie kommt in Spanien vor.[4]
- Cytisus ruthenicus Fisch. ex Woł.: Sie kommt in Europa, Russland, West- und Zentralasien vor.[4]
- Cytisus sauzeanus Burnat & Briq.: Sie kommt in Frankreich vor.[4]
- Besenginster (Cytisus scoparius (L.) Link, Syn.: Cytisus scoparius (L.) Link subsp. scoparius, Cytisus scoparius (L.) Link var. scoparius, Cytisus scoparius subsp. andreanus (Puiss.) Dippel, Cytisus scoparius var. andreanus (Puiss.) Dippel, Cytisus scoparius var. prostratus (C.Bailey) F.Hanb. ex A.K.Jacks., Cytisus scoparius var. sulphureus Goldring):[3] Es gibt etwa zwei Unterarten:[4]
  - Cytisus scoparius subsp. maritimus (Rouy) Heywood[4]
  - Cytisus scoparius (L.) Link subsp. scoparius[4]
- Cytisus spinescens C.Presl: Sie kommt in Italien und im früheren Jugoslawien vor.[4]
- Cytisus striatus (Hill) Rothm. (Syn.: Cytisus pendulinus L. f.): Sie kommt ursprünglich in Marokko, Portugal und Spanien vor.[3]
- Teideginster (Cytisus supranubius (L. f.) Kuntze): Er kommt auf den Kanarischen Inseln vor.[3]
- Cytisus ×versicolor Dippel: Hybride aus Cytisus hirsutus × Cytisus purpureus[3]
- Cytisus tommasinii Vis.: Sie kommt im früheren Jugoslawien, Albanien, Griechenland und Bulgarien vor.[4]
- Cytisus tribracteolatus Webb: Sie kommt in Spanien vor.[4]
- Cytisus triflorus Lam. non LʼHér.: Sie kommt in Österreich, in der früheren Tschechoslowakei, in Ungarn, Italien, im früheren Jugoslawien, in Albanien, Griechenland, Bulgarien, Rumänien und in der Türkei vor.[4]
- Dreiblütiger Geißklee (Cytisus villosus Pourr., Syn.: Cytisus triflorus LʼHér. non Lam.): Er kommt in Marokko, Algerien, Tunesien, Spanien, Frankreich, Korsika, Italien, Sardinien, Sizilien, im früheren Jugoslawien, in Albanien, Griechenland und in der Türkei vor.[3][4]
- Cytisus wulfii V.I.Krecz.: Sie kommt in der Ukraine und in Russland vor.[4]

Bei manchen Autoren nicht zur Gattung Cytisus gerechnet werden (Auswahl):
- Alpen-Goldregen – Cytisus alpinus Mill. → Laburnum alpinum (Mill.) Bercht. & J.Presl
- Cytisus argenteus L. → Silberhülse (Argyrolobium zanonii (Turra) P.W.Ball)
- Cytisus candicans (L.) DC. → Genista monspessulana (L.) L.A.S.Johnson
- Cytisus infestus Guss. → Calicotome infesta (C.Presl) Guss.
- Gemeiner Goldregen – Cytisus laburnum L. → Laburnum anagyroides Medik.
- Cytisus monspessulanus L. → Genista monspessulana (L.) L.A.S.Johnson
- Schwarzwerdender Geißklee (Lembotropis nigricans (L.) Griseb., Syn.: Cytisus nigricans L.)
- Meergrüner Geißklee – Cytisus sessilifolius L. → Cytisophyllum sessilifolium (L.) O.Lang

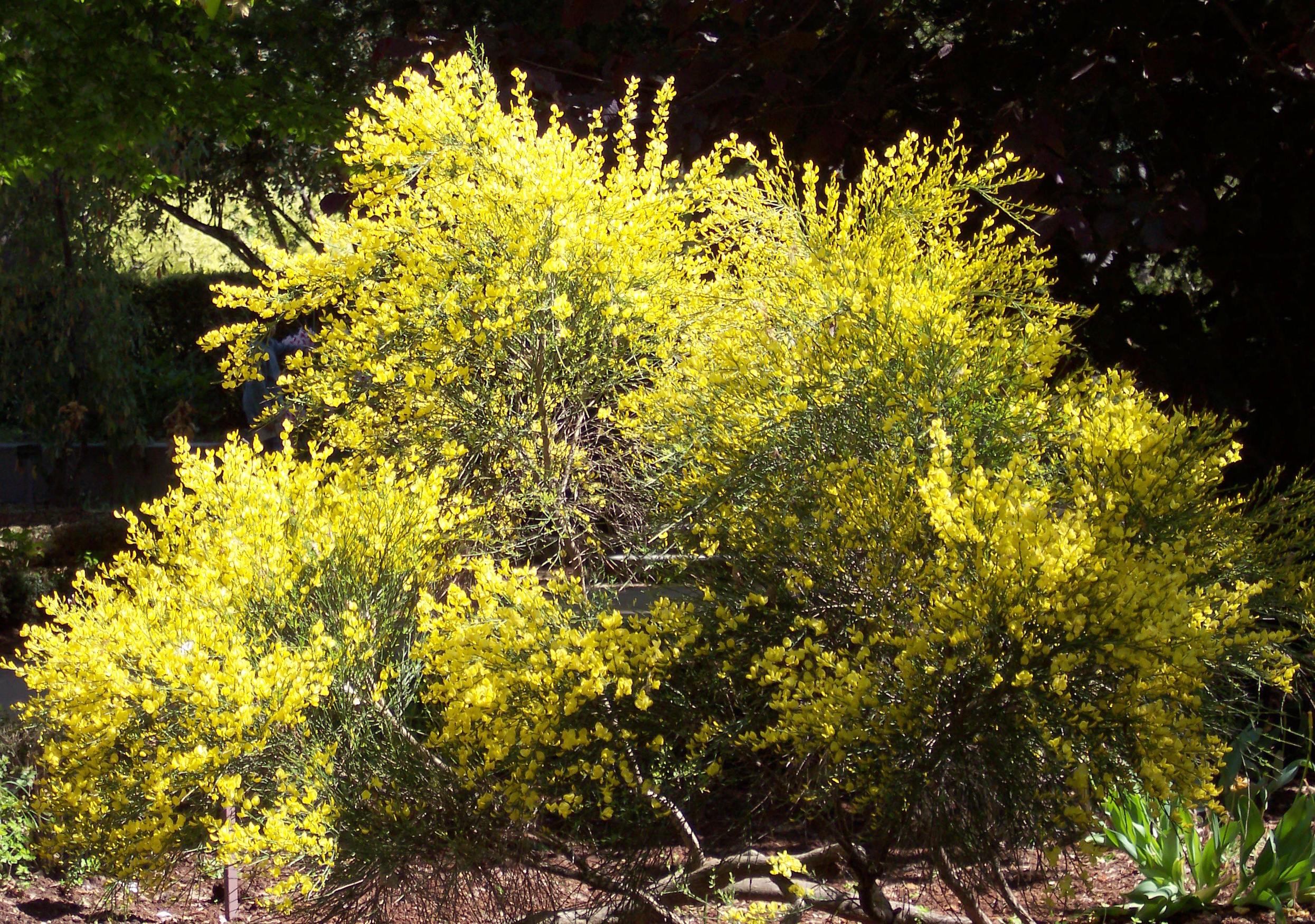
Elfenbeinginster (Cytisus ×praecox ‘All Gold’)

## Verwendung
Einige Arten und ihre Hybriden werden als Zierpflanzen verwendet, darunter der Vielblütige Ginster, der Spanische Geißklee (Cytisus multiflorus) und der Elfenbeinginster (Cytisus ×praecox Beauverd).
Der Besenginster (Cytisus scoparius) wird häufig zur Bepflanzung von Böschungen benutzt.